# Gibbaeum marlothii
Gibbaeum marlothii är en isörtsväxtart som beskrevs av Nicholas Edward Brown. Gibbaeum marlothii ingår i släktet Gibbaeum och familjen isörtsväxter. Inga underarter finns listade i Catalogue of Life.